# Оксид плутония(IV)
Оксид плутония(IV) — бинарное неорганическое химическое соединение четырёхвалентного плутония и кислорода. Соединение радиоактивно и нашло своё применение в ядерной энергетике в качестве ядерного топлива.
Соединение обладает специфическими свойствами, так как может принимать разные цвета окраски (от жёлтого до оливкового), которые зависят от метода и температуры получения соединения.

## Структура
Диоксид плутония кристаллизуется в кубическую структуру типа флюорита, в которой центральные Pu4+ формируют гранецентрированную кубическую сингонию, а O2− формируют тетраэдр.

## Получение
Металлический плутоний спонтанно окисляется не только в PuO2, но и во множество других оксидов (химия плутония считается одной из самых сложных) в токе кислорода. Соединение получается при кальцинации гексагидрата оксалата плутония(IV) Pu(C2O4)2·6H2O при 600 °C. Оксалат образуется при переработке ядерного топлива.

## Свойства
При сплавлении диоксида плутония с оксидами металлов образуются соответствующие оксоплутонаты(IV). Известны оксоплутонаты щелочных металлов, например, Li8PuO6.

## Применение
Диоксид плутония нашел своё применение в MOX-топливе для ядерных реакторов. Диоксид плутония-238 применяется в качестве долговременного источника энергии для космических аппаратов таких как, например, Новые горизонты.
Соединение может применяться в качестве ядерного заряда мощностью до 1 кт.

## Опасность применения
Соединение радиотоксично из-за радиоактивного излучения плутония.